# Teen Romance
Teen Romance è un EP collaborativo tra il rapper statunitense Lil Peep e il produttore Lederrick, pubblicato il 19 giugno 2016.

## Antefatti
Nel 2016, Lil Peep decise di usare un disegno di un suo fan come copertina del suo imminente album Teen Romance. Dopo la morte di Peep, lo stesso fan ha deciso di omaggiare Peep pubblicando degli stiker dedicati a questo disegno.

## Tracce
Musiche di Lederrick.
1. Regrets (feat. Horse Head) – 2:33 (testo: Gustav Åhr, Christopher Thorne)
2. Teen Romance – 2:50 (testo: Gustav Åhr)
3. Suck My Blood – 2:10 (testo: Gustav Åhr)

## Formazione

### Musicisti
- Lil Peep – voce, testi
- Horse Head – voce, testi

### Produzione
- Lederrick – produzione